# Bandera

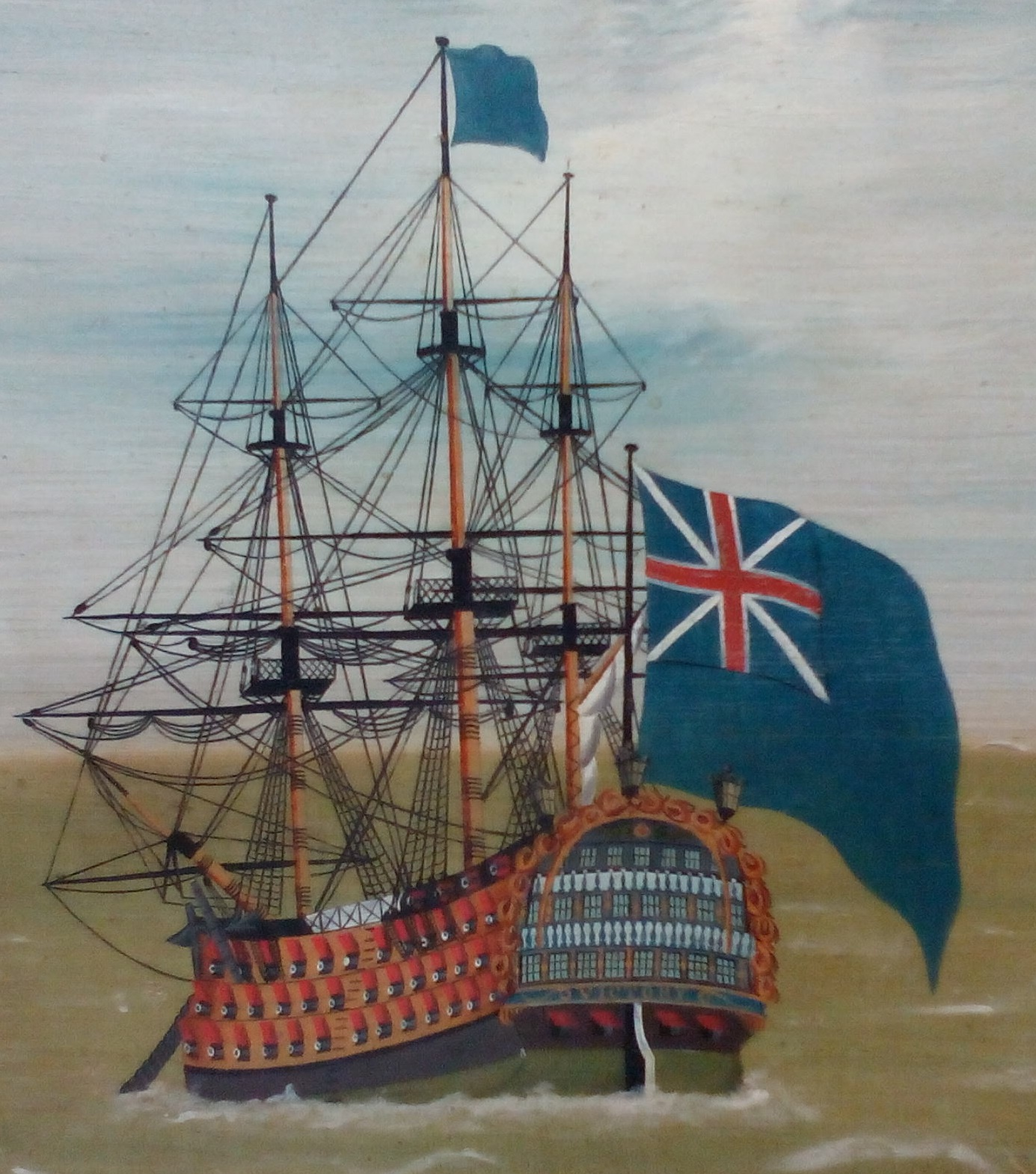
Brytyjska bandera na okręcie HMS Victory

Bandera (z hiszp. Bandera) – podstawowa flaga podnoszona na jednostce pływającej, określająca przynależność państwową statku, w szerszym znaczeniu sama przynależność państwowa (np. statek bandery estońskiej). Bandera ma najczęściej kształt prostokąta, jej kolorystyka, wzór oraz proporcje wymiarów określone są w ustawodawstwie danego państwa.

## Charakterystyka
Bandera jest rodzajem flagi określającym przynależność państwową jednostki pływającej. Często określa jednocześnie charakter statku (handlowy, wojenny itp.). Może zasadniczo różnić się od flagi państwowej, a jej kształt i wygląd muszą być określone w specjalnym rejestrze statków. Uroczyste podniesienie bandery jest związane z przejęciem statku przez armatora i oddaniem do eksploatacji.
Weksylolodzy rozróżniają trzy rodzaje bander:
- cywilna (symbol ) jednostek handlowych i wycieczkowych
- państwowa lub rządowa (symbol ) jednostek porządkowych, np. straży przybrzeżnej
- wojskowa (symbol () jednostek marynarki wojennej

### Przykłady bander

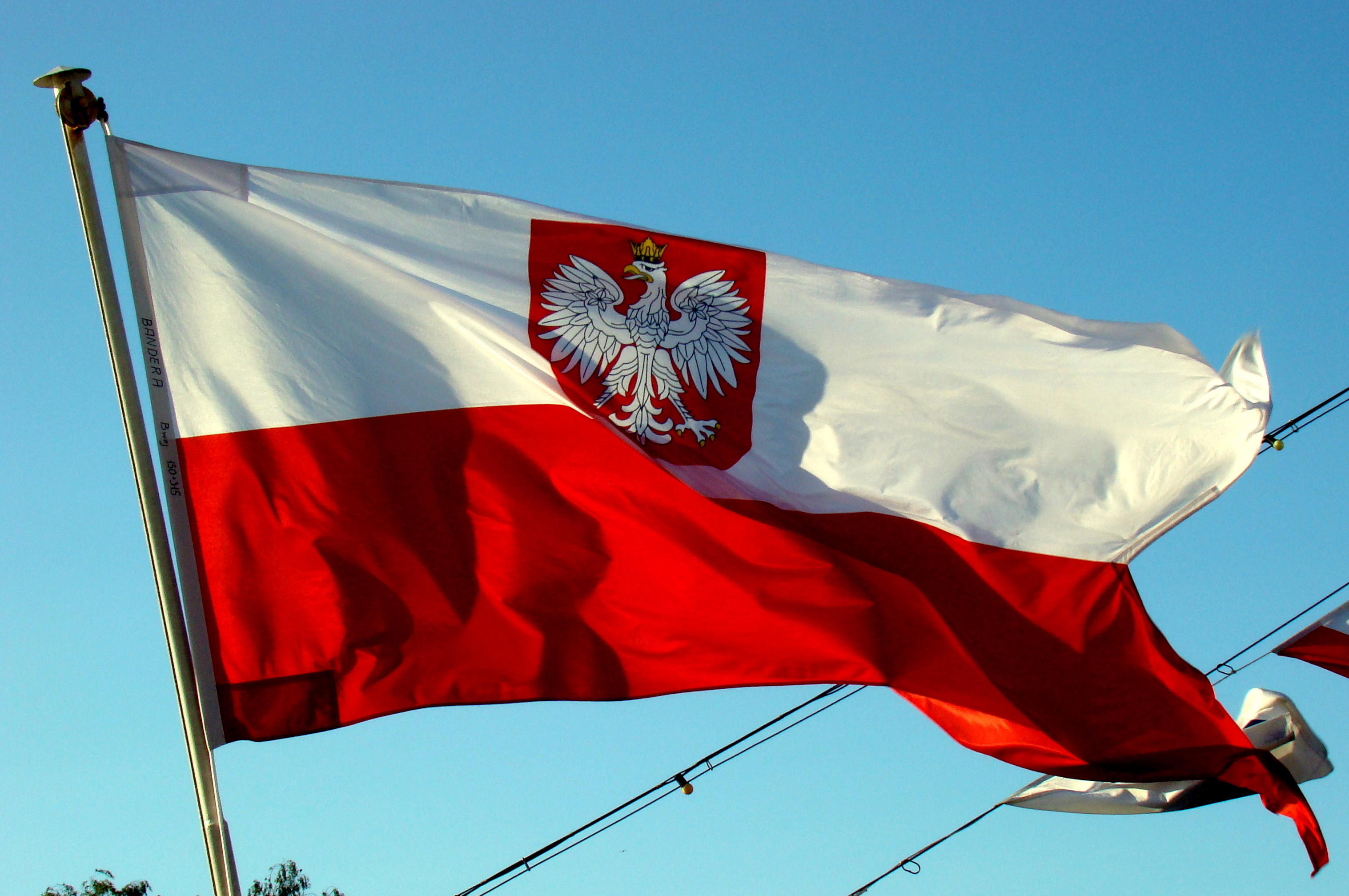
Bandera Marynarki Wojennej Rzeczypospolitej Polskiej
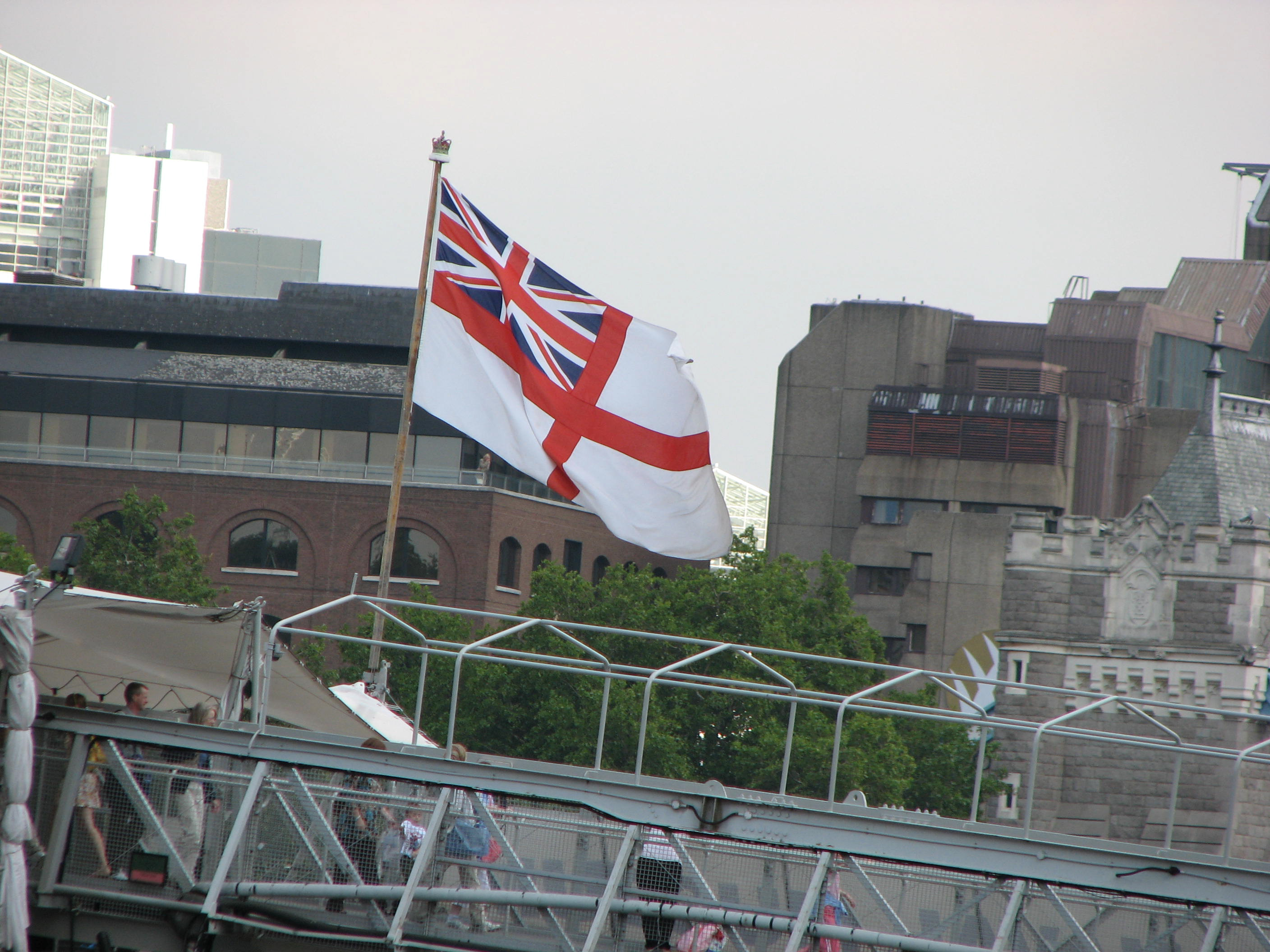
Bandera Marynarki Wojennej Wielkiej Brytanii
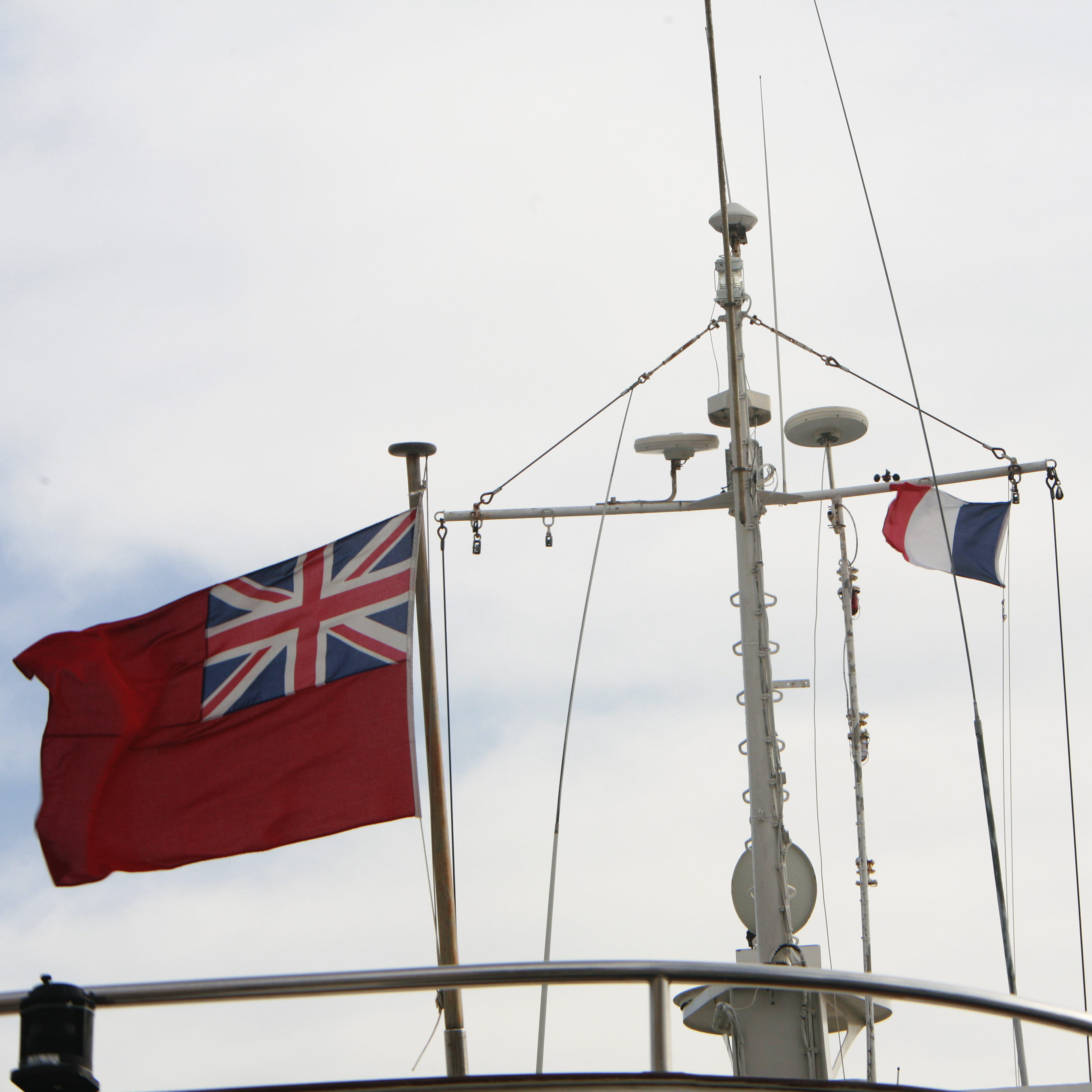
Bandera cywilna Wielkiej Brytanii
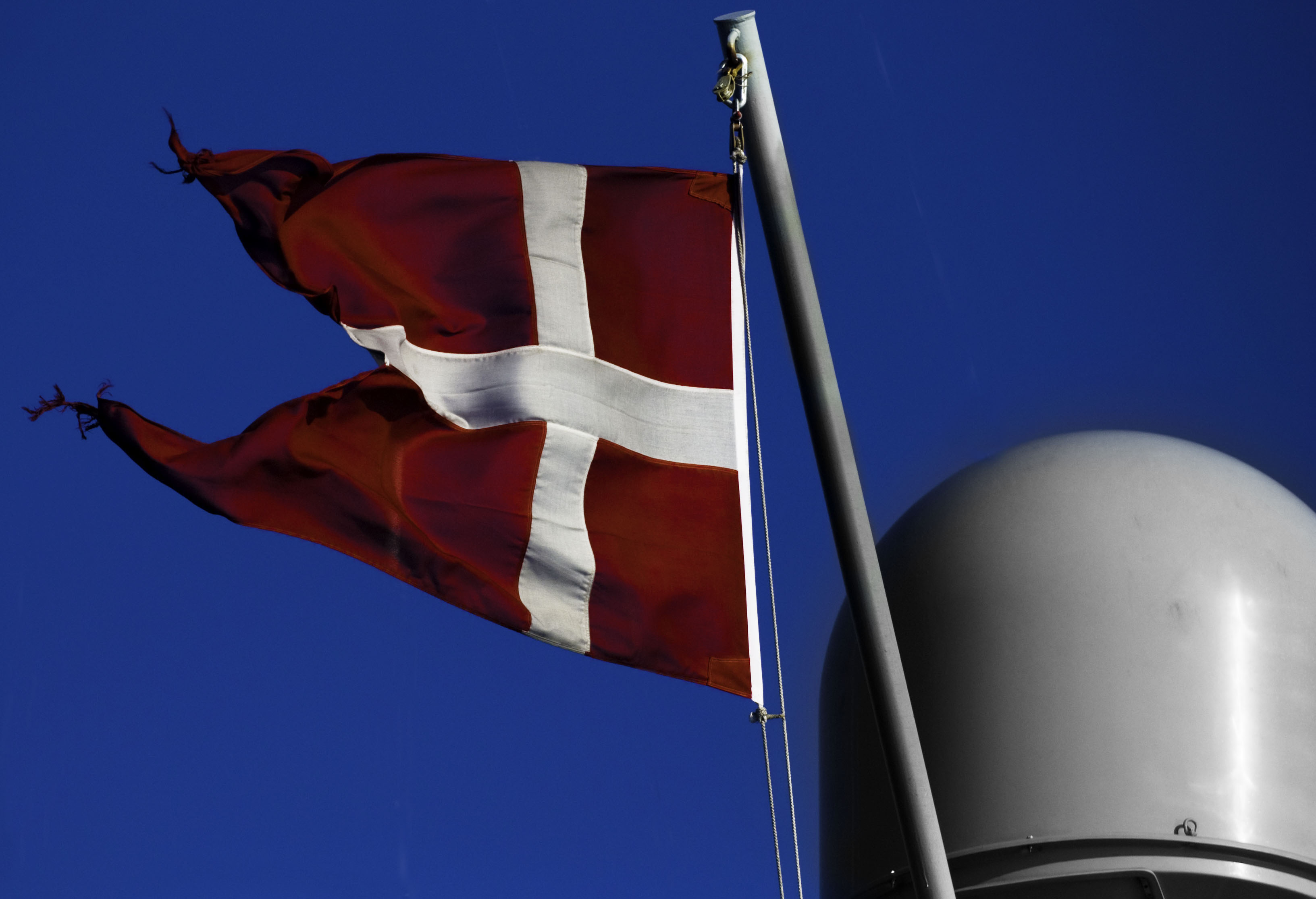
Bandera Marynarki Wojennej Królestwa Danii
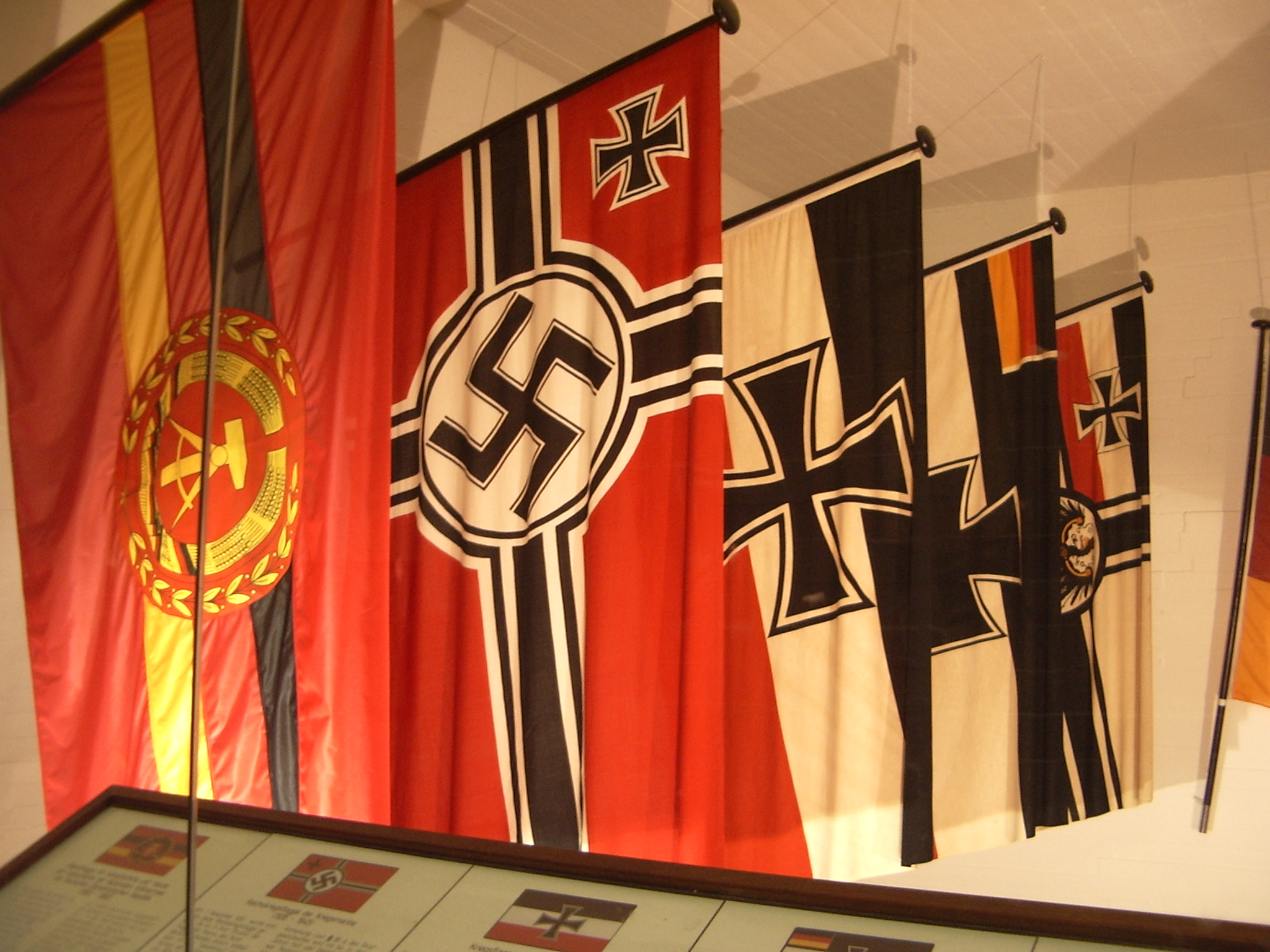
Bandery używane w różnych okresach przez Marynarki Wojenne Niemiec
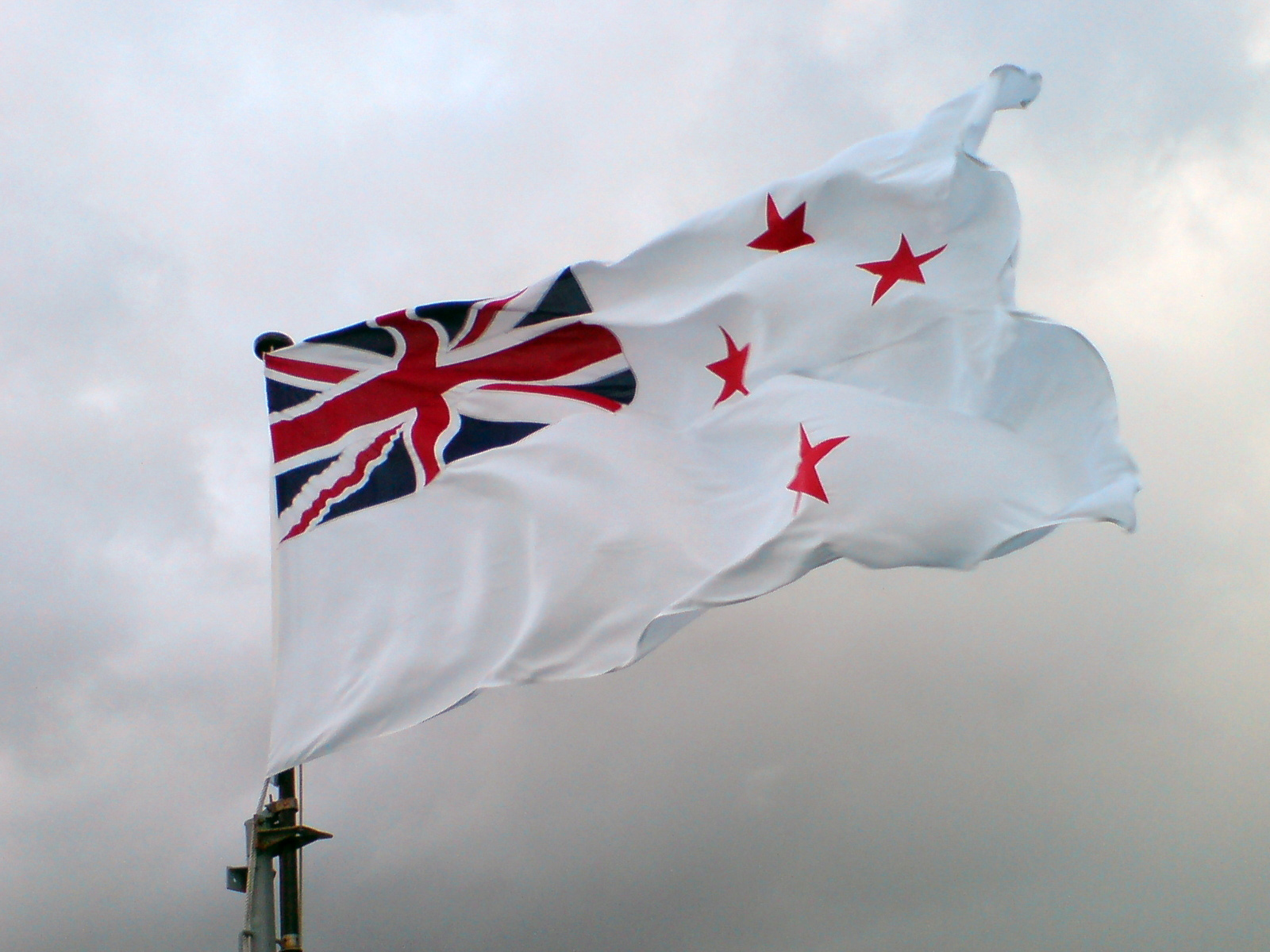
Bandera Marynarki Wojennej Nowej Zelandii
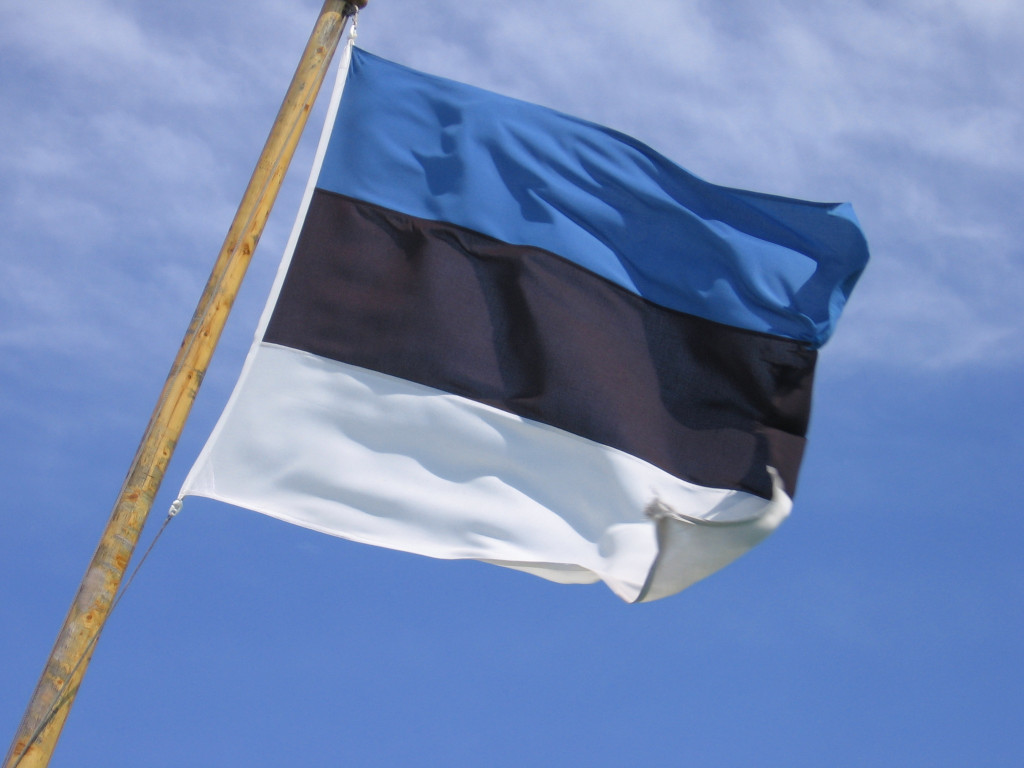
Bandera cywilna Republiki Estońskiej
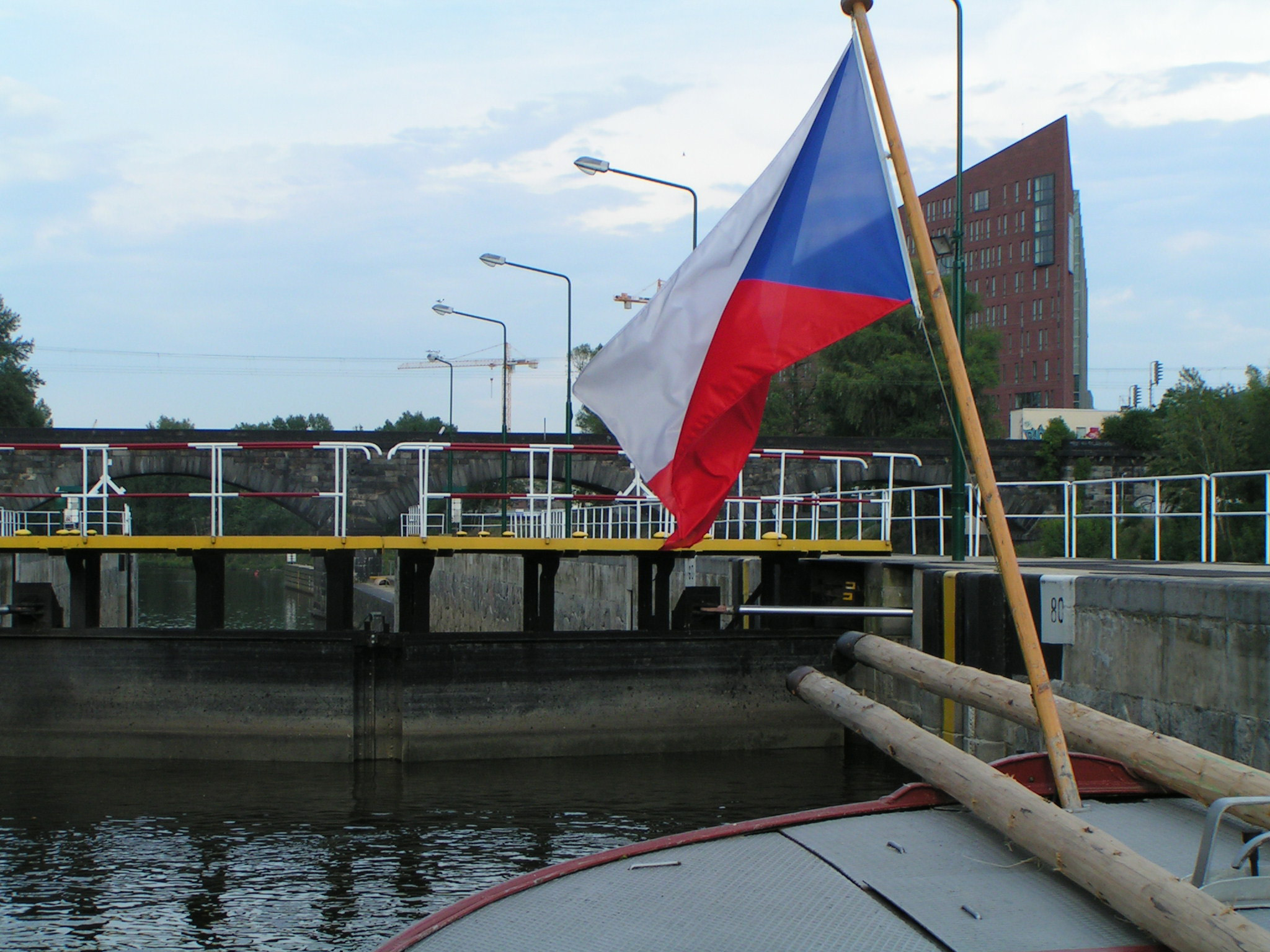
Bandera cywilna Republiki Czeskiej

### Polska bandera

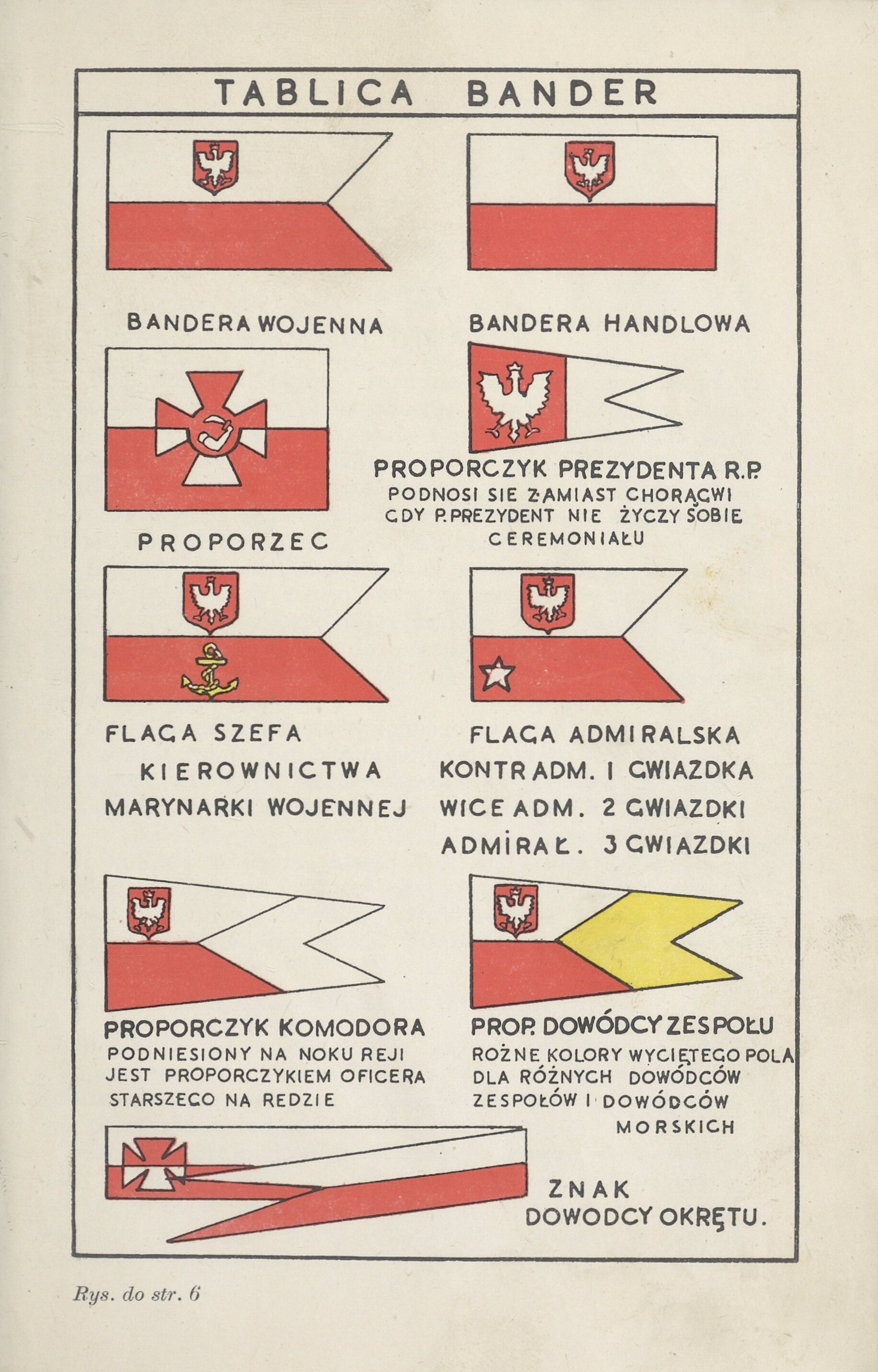
Tablica bander w książeczce marynarza z 1944 roku

Współczesna polska bandera podnoszona na morskich statkach handlowych składa się z dwóch pasów materiału – białego u góry i czerwonego na dole oraz godła Polski znajdującego się na środku białego pasa (jak we "fladze państwowej z godłem Rzeczypospolitej Polskiej"). Polska bandera wojenna jest niemal identyczna jak handlowa z tą różnicą, że na krawędzi części swobodnej ma przedłużoną dolną i górną krawędź tworzące trójkątne wcięcie (jaskółczy ogon). Zmieniają się przy tym proporcje z 5:8 na 5:10,5 (czyli 10:21).
W Rzeczypospolitej przedrozbiorowej polska bandera wojenna przedstawiała Orła Białego na czerwonym tle, statki handlowe nosiły natomiast czerwoną banderę z wizerunkiem ramienia trzymającego pałasz.

Polskie bandery
5:8  Polska flaga państwowa pełniąca rolę bandery na wodach śródlądowych[4]
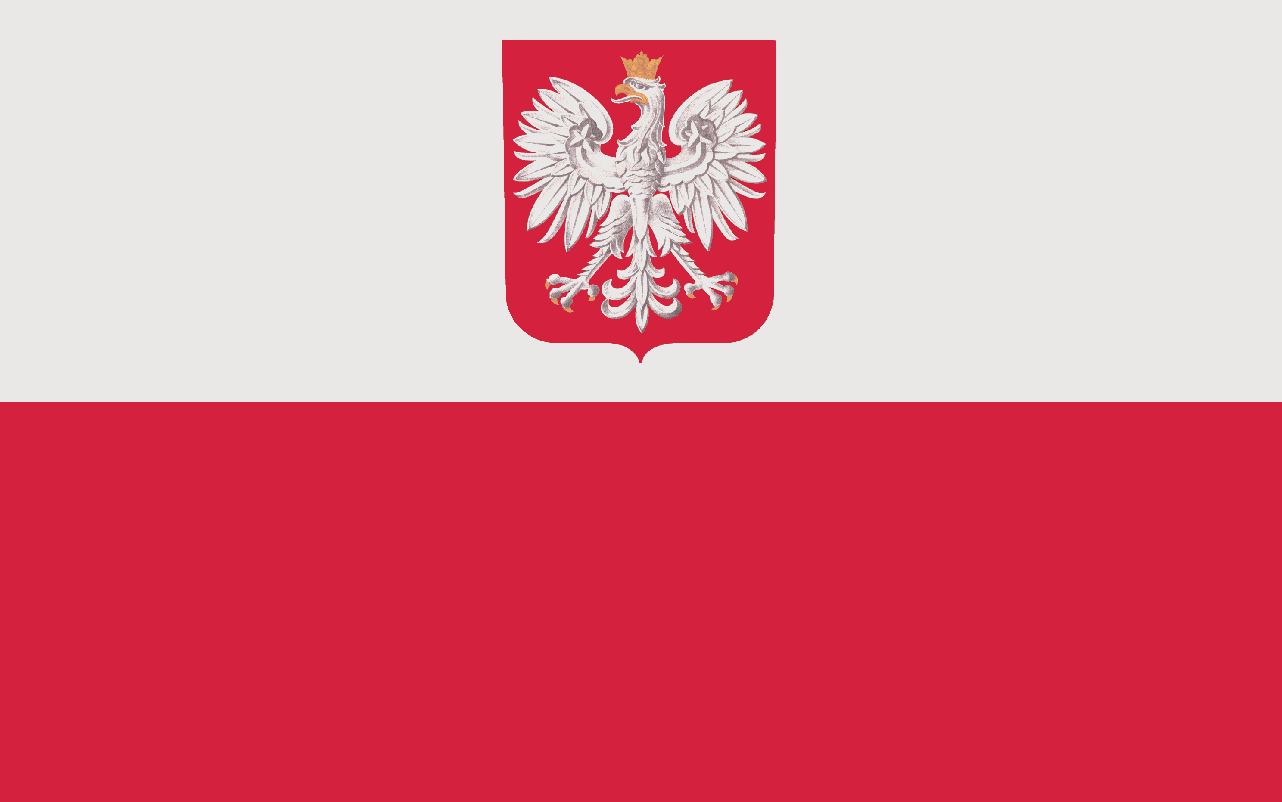
5:8  Polska flaga państwowa z godłem pełniąca rolę bandery cywilnej i handlowej na wodach morskich[5], a także jednostek policji na wodach śródlądowych
10:21  Bandera wojenna Polski[7]
3:5  Bandera pomocniczych jednostek pływających Polskiej Marynarki Wojennej[8]
Bandera polska w XVII wieku